# André Ramiro
André Ramiro (né à Rio de Janeiro, le 20 janvier 1982), est un rappeur et acteur brésilien.
En 2007, il joue son premier rôle pour le cinéma dans le film Tropa de Elite de José Padilha, où il joue de le rôle du policier Mathias, membre du BOPE.
André Ramiro est également chanteur de rap, avec un album à son actif, Crônicas De Um Rimador sorti en 2012. 

## Filmographie
Télévision
- 2008 : Casos e Acasos : Bruno
- 2009 : A Lei e o Crime : Tião Meleca
- 2010 : Balada, Baladão : tireur d'élite
- 2011 : Vidas em Jogo : Betão

Cinéma
- 2007 : Tropa de Elite : André Mathias
- 2008 : Rio ligne 174 : Souza
- 2010 : Tropa de Elite 2 : André Mathias
- 2010 : O Senhor é o Meu Pastor : pasteur Paulo
- 2014 : Trash : Marco